# Ниеншанц (музей)
Музей «Ниенша́нц» — ныне закрытый историко-археологический музей в Санкт-Петербурге.

## О музее

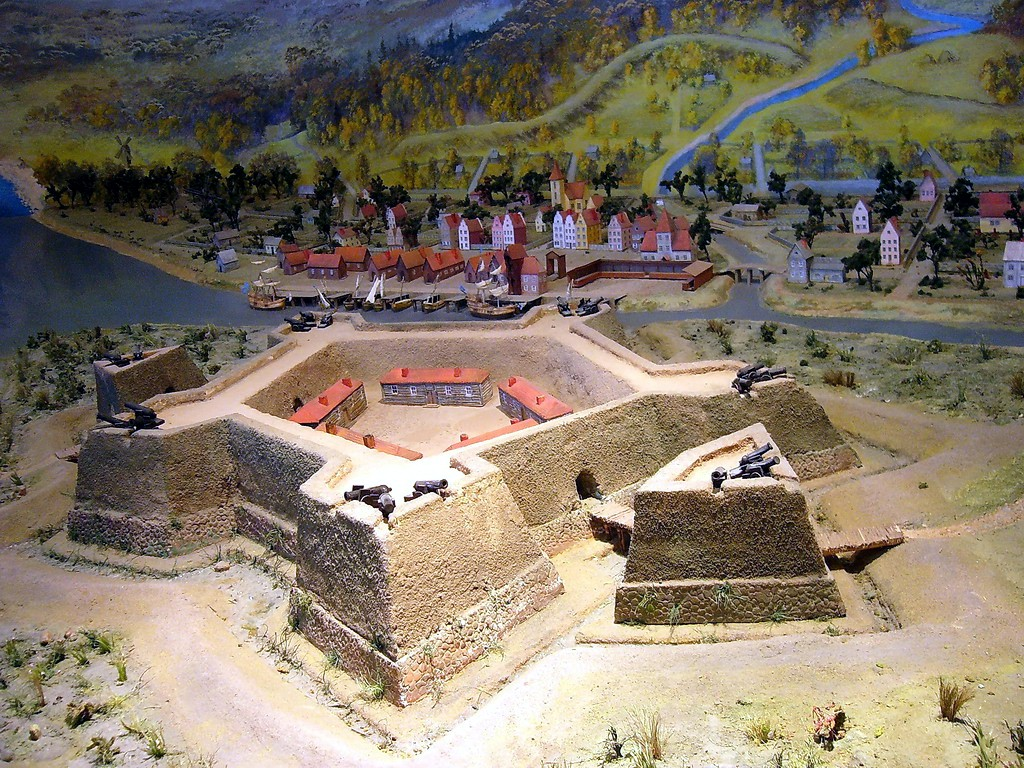
Модель крепости Ниеншанц.
Из экспозиции музея

Музей «Ниеншанц» был открыт в 2003 году, первоначально под названием «700 лет — Ландскрона, Невское Устье, Ниеншанц». 
Открытие экспозиции было приурочено к 300-летию Санкт-Петербурга. Музей был основан Фондом «Мой Петербург». 

Основой для постоянной экспозиции музея стали материалы археологических раскопок 1992—2000 годов, проводившихся Санкт-Петербургской археологической экспедицией ИИМК РАН, СЗИ Наследия в устье реки Охты, на месте поселений допетровского периода.
В настоящее время Музей является одним из проектов Фонда Поддержки культурного наследия «Охта» (Фонд «Охта»).
Первоначально экспозиция располагалась на Красногвардейской пл. д 2 в бизнес-центре «Аскольд».
В феврале 2007 года, на время строительства общественно-делового района и Музея Археологии, музей «Ниеншанц» переехал на Английскую наб.д 6. 
 В настоящее время в музее идет работа над новой экспозицией.
В музее представлены археологические находки, отражающие историю поселений, существовавших на месте Санкт-Петербурга до его основания в 1703 год и материалы по истории и археологии Балтийского региона.

## Экспозиция
Основой для постоянной экспозиции музея стали материалы археологических раскопок 1992—2000 годов, проводившихся на месте поселений допетровского периода. Отдельный материал посвящён исследованным в 1999—2000 годах на правом берегу Охты каменным фундаментам, остаткам деревянных жилищ, постройкам шведского города Ниена и кладбищу XVII века. Экспозиция продолжает пополняться материалами раскопок, ведущихся в том же районе с 2007 год в рамках строительства общественно-делового района Охта-центр.
Экспозиция музея делится на 2 зоны — постоянной экспозиции и временных выставок. Постоянная экспозиция посвящена археологии Северо-Запада, временные выставки знакомят посетителей с историей, важнейшими событиями в мире археологии и искусством.
В музее представлены:
- памятники археологии, обнаруженные в ходе изучения территории в устье реки Охты в начале 90-х годов.(оружие, посуда, украшения, фрагменты курительных трубок и предметы быта).
- картографические материалы.
- репродукции старинных гравюр, рисунков, живописных произведений, иллюстрирующих историю приневских земель допетровского периода и быт города Ниена.
- диорама города Ниена с крепостью Ниеншанц.
- реконструкция вооружения шведского рыцаря и русского дружинника (нач. XIV в.).

## Организационно-правовая форма
Вышестоящая организация: Фонд «Охта» (Фонд Поддержки культурного наследия «Охта»). 

Музей «Ниеншанц» является одним из проектов Фонда Поддержки культурного наследия «Охта», учрежденного компанией ОАО «Газпром нефть». 
 До 2006 года генеральным спонсором музея была компания «Охта групп» . 
В создании экспозиции принимало участие также ЗАО «Бонниер Бизнес Пресс» .
13 июня 2007 года для поддержки музея и реализации проектов в области поддержки культурного наследия компанией «Газпром нефть» был основан Фонд «Охта».

## Адрес
190000, Санкт-Петербург, Английская набережная д. 6 (цокольный этаж).

тел.: 8(812)324-0518

факс: 8(812)315-4269

Музей занимает часть цокольного этажа в особняке Марии Тенишевой 1738 года постройки.

Помещение предоставлено компанией ОАО «Газпром Нефть».

Вход в музей бесплатный (по предварительной записи).

Часы работы: с 11:00 до 17:00.

Выходные дни: суббота, воскресенье.

Экскурсионное обслуживание для школьных групп — бесплатное, по предварительной записи.

## Современное состояние
К 300-летию Петербурга компания «Охта-групп» создала музей на месте крепости Ниеншанц. Он существовал в бизнес-центре на Охтинском мысу с 2003 по 2008 год. Музей был очень востребованным, назывался «Ландскрона — Невское устье — Ниеншанц» и должен был стать первым этапом музеефикации Охтинского мыса и возвращения в городскую среду всей этой исторической территории. Благодаря компании «Охта-групп», которая проявила цивилизованный подход к использованию культурного наследия, этот музей содержался на протяжении 5 лет и был центром проведения выставок, конференций, фестивалей. Большое участие в жизни музея принимали представительства Швеции и Финляндии, с историей которых он также был связан. Шведская принцесса Виктория во время посещения СПб в честь празднования его 300-летия одним из немногих объектов посещения выбрала этот музей. Во время расчистки территории мыса общественно-деловым центром «Охта» музейный корпус был снесен с обещанием возродить музей в одном из своих помещений. Но в здании на Английской набережной, куда он был перемещен, музей проработал ровно один день и закрылся под предлогом режимности объекта, не предполагающего массовых посещений. Археологические материалы из раскопок на Охте, относящиеся к эпохе Средневековья, переданы в Государственный Эрмитаж, к эпохе камня — в Кунсткамеру.